# Anielin (powiat radomszczański)
Anielin – wieś w Polsce położona w województwie łódzkim, w powiecie radomszczańskim, w gminie Wielgomłyny. Miejscowość wchodzi w skład sołectwa Wielgomłyny.
W latach 1975–1998 miejscowość należała administracyjnie do województwa piotrkowskiego.